# Reyerstoren
De Reyerstoren is een zendmast aan de Auguste Reyerslaan in de Belgische gemeente Schaarbeek in het Brussels Hoofdstedelijk Gewest. Hij werd in 1982 in gebruik genomen.
Ernaast staan de gebouwen van de RTBF en van de VRT. De toren en gebouwen domineren deze laan. Via het gebruik van dit adres door beide nationale omroepen is de Reyerslaan een van de bekendste straatnamen in België geworden. De Reyerstoren wordt ook wel de VRT-Toren genoemd.

## Structuur
De 89 meter hoge toren is gemaakt in gewapend beton en rust op een negen meter diepe fundering. Hij bestaat uit een schacht met vierkante plattegrond en holle vlakken, en een ronde bovenbouw met platform in de vorm van een omgekeerde kegel, bekroond door een koepel afgesneden door twee plateaus vol antennes. De koepel heeft een doorsnede van 34 meter.
De toren is gebouwd door middel van klimbekisting, en de bovenbouw van 5000 ton, die op de grond werd vervaardigd, werd aan kabels omhoog gehesen.

## Doel van de toren
Oorspronkelijk had de telecommunicatietoren twee doelstellingen:
- Omroepprogramma's internationaal doorgeven door middel van straalverbindingen
- Schakelcentrum voor Europese verbindingen van het technisch centrum van de EBU in Brussel

De toren werd niet gebruikt om radiosignalen en tv-beelden direct naar de eindgebruikers te zenden.

## Gebruik van de toren
Door digitalisering en satellietverbindingen zijn de antennes op de toren grotendeels buiten dienst gesteld.
Nog in gebruik zijn:
- Een draaibare parabool voor tv-reportages via tijdelijke straalverbinding tijdens evenementen[2]
- Straalverbindingen van Broadcast Partners voor de verspreiding van de FM en DAB+ signalen naar de verschillende zendmasten in Vlaanderen
- Straalverbindingen van de RTBF naar Waver en Genappe
- De mogelijkheid voor tijdelijke straalverbindingen, zoals richting de Heyzel of voor Rock Werchter
- WIFI verspreiding aangeboden door Wireless Belgium

Nog actief waren tot 2018:
- Vier ontvangstantennepanelen voor TNG (Terrestrial News Gathering) in de vier windrichtingen. Dit systeem werkte in Brussel samen met de vier ontvangstantennepanelen van op de toren van een FOD in het centrum van Brussel en zorgt voor ontvangst van de mobiele TNG-wagens die gebruikt worden door de nieuwsdienst
- Een testzender voor radioreportage
- Ontvangst- en zendantennes voor radioreportages.

## Bouw en gebruik
De Reyerstoren werd al in 1963 gepland en was het voorwerp van vijf opeenvolgende ontwerpen; het laatste, uit 1977, werd vier jaar later uitgevoerd. De oorspronkelijke bouwkosten bedroegen ongeveer 200 miljoen BEF ( € 4.950.000).
| Datum            | Gebeurtenis |
| ---------------- | --- |
| 19 mei 1980      | Optrekken van de koepel tot een hoogte van 73 meter. De koepel van ongeveer 4 000 ton werd opgetrokken met hydraulische pompen in 16 trossen van 31 hefkabels. Aannemer van Hout had 60 uren verdeeld over 5 dagen (dus ongeveer 15 meter in een dag van 12 uren) nodig om de koepel op zijn definitieve plaats te hijsen. |
| 25 november 1982 | De telecommunicatietoren wordt in gebruik genomen en de toestellen in de koepel van het justitiepaleis worden uitgeschakeld. |
| 1989             | Na een conflict over het fiscaal regime van de lonen van de medewerkers van de EBU in Brussel, wordt beslist om het technisch centrum van de EBU te verhuizen naar Genève. |
| 2013             | Er wordt besloten tot nieuwbouw aan de Reijerslaan, te realiseren tegen eind 2021. De toren zal blijven bestaan als herkenbaar symbool, een nieuwe functie wordt niet uitgesloten. |

De Reyerstoren was meer dan eens het middelpunt van opmerkelijke acties.
Sedert 19 december 2006 wordt de toren verlicht als baken in de Brusselse skyline.

## Toekomst
De toren werd in 2020 overgedragen aan het Brussels Hoofdstedelijk Gewest dat op zoek ging naar een nieuwe  bestemming voor de toren.